# Mała wojna (singel)
Mała wojna – dziesiąty singel zespołu Lady Pank, został wydany na płycie CD. Singel ten promował album koncertowy Akustycznie: Mała wojna. Muzyka została skomponowana przez Jana Borysewicza, a autorem tekstu jest Zbigniew Hołdys. Na singlu znalazł się również utwór „Zostawcie Titanica” (muz. J. Borysewicz sł. G. Ciechowski). Nagrania dokonano w studio S-1 Radia Łódź S.A. podczas koncertu akustycznego 17 grudnia 1994 roku. Koncert był transmitowany przez Radio Łódź i program II TVP.

## Skład zespołu
- Jan Borysewicz – gitara (Martin Acoustic)
- Janusz Panasewicz – śpiew
- Kuba Jabłoński – perkusja (Drums Pearl, Zildjian Cymbals)
- Krzysztof Kieliszkiewicz – bas (Oscar Scmidt Acoustic)
- Andrzej Łabędzki – gitara (Ovation Acoustic)

gościnnie:
- Wojtek Olszak – fortepian
- Piotr „Jackson” Wolski – instrumenty perkusyjne